# Friedrich August Stüler

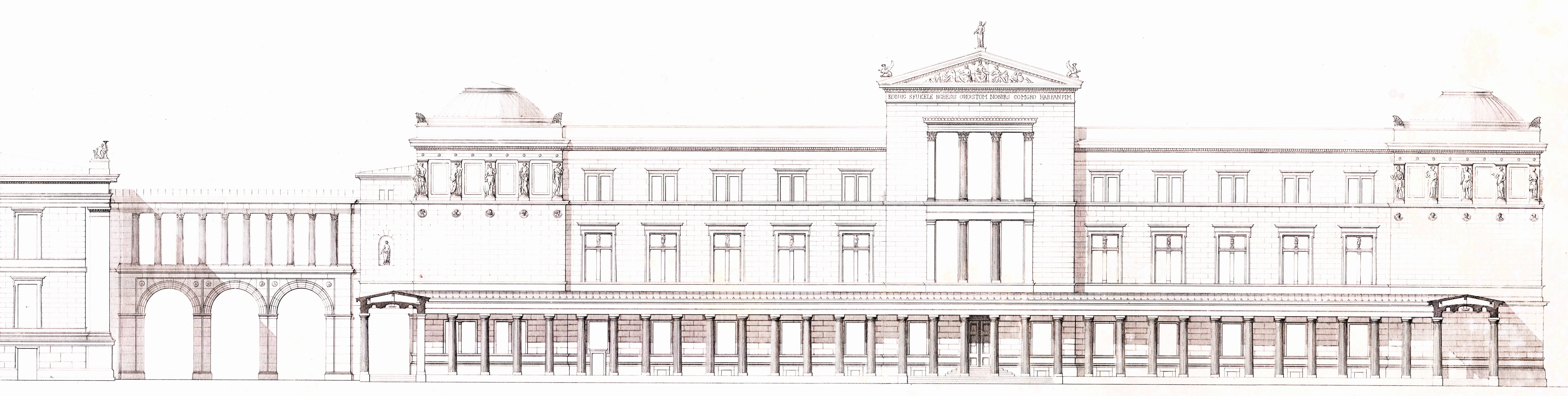
Oostfaçade van het Berlijnse Neues Museum

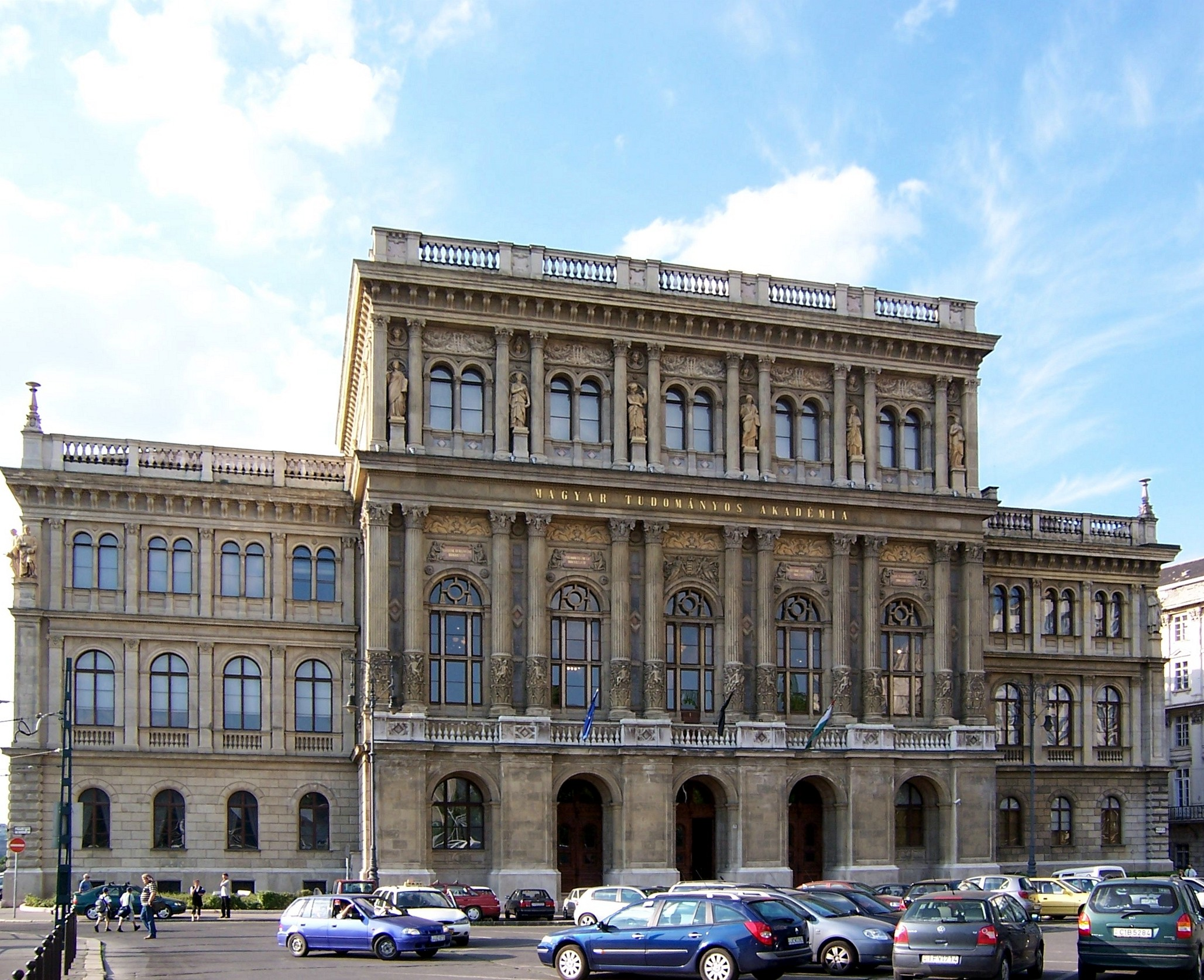
Boedapest: Academie van Wetenschappen

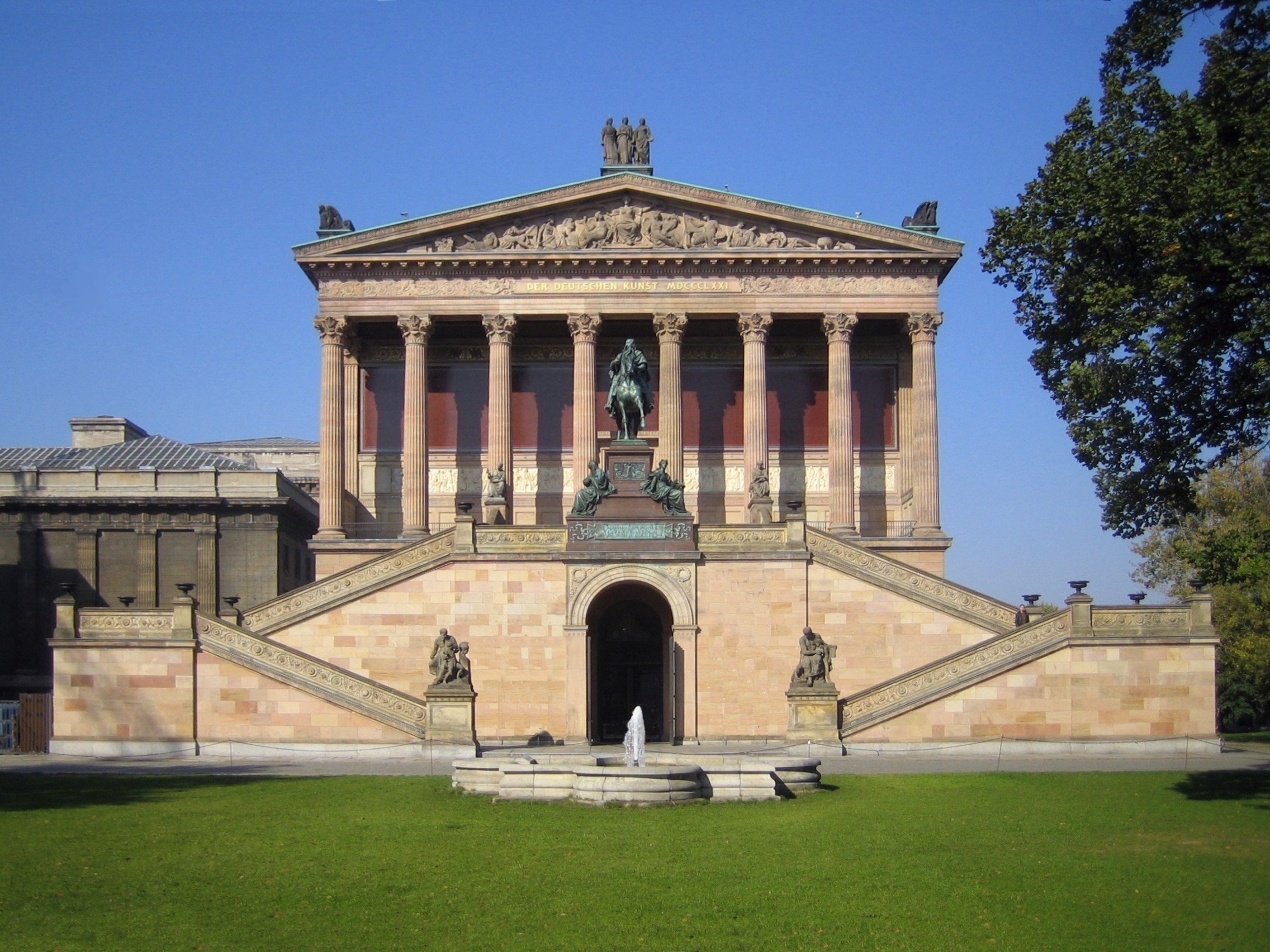
Berlijn: Alte Nationalgalerie

Friedrich August Stüler (Mühlhausen, 28 januari 1800 - Berlijn, 18 maart 1865) was een Pruisische architect en een van de invloedrijkste Berlijnse architecten van zijn tijd. Het Neues Museum in Berlijn wordt gezien als een van zijn belangrijkste werken. Ook heeft hij onder andere de Alte Nationalgalerie op de Museumsinsel in Berlijn ontworpen.
Stüler studeerde vanaf 1818 in Berlijn, en was een student van Karl Friedrich Schinkel.

## Werken
Hier staan een paar van zijn werken:
- 1827-1831 was waarschijnlijk de periode waar hij de restauratie van de Dorfkirche Parchen onder zijn leiding nam.
- 1837; het jaar waar hij het restaureren van het Winterpaleis gepland had. Dat ging niet door omdat tsaar Nicolaas de Eerste van Rusland andere plannen had.
- 1851  Het Schwerin Kasteel
- 1843-1855 Het Neues Museum
- 1862-1865 De Hongaarse Academie van Wetenschappen in Boedapest.
- 1866-1876 Alte Nationalgalerie in Mitte.

- Bibsys: 90970228
- Biblioteca Nacional de España: XX1067998
- Bibliothèque nationale de France: cb131694577 (data)
- Catàleg d'autoritats de noms i títols de Catalunya: 981058521136206706
- CiNii: DA13580107
- Gemeinsame Normdatei: 118619667
- International Standard Name Identifier: 0000 0000 8155 3336
- KulturNav: dbf51836-53c4-44b8-8a77-5965536366dd
- Library of Congress Control Number: n88083091
- Nationale Bibliotheek van Letland: 000209267
- Nationale Bibliotheek van Tsjechië: mzk2009535279
- Nationale Bibliotheek van Israël: 987007369074205171
- Nationale Bibliotheek van Polen: a0000002759850
- Nederlandse Thesaurus van Auteursnamen: 157106772
- RKD-Nederlands Instituut voor Kunstgeschiedenis: 315844
- Système universitaire de documentation: 035135603
- Union List of Artist Names: 500027949
- Virtual International Authority File: 74646104
- WorldCat: E39PBJxCwRm7Kqp3hkbw6hCCwC